# Канастота (Нью-Йорк)
Канастота (англ. Canastota) — деревня в о́круге Мадисон, штат Нью-Йорк, США.

## История
Деревня была основана в 1835 году.
В деревне работал почтмейстером изобретатель игры «Пятнашки» Ной Палмер Чэпмен (англ. Noyes Palmer Chapman; 14 января 1811 — 27 апреля 1889).
В 1990 году в Канастоте был создан Международный зал боксёрской славы.

## География
Канастота находится в южной части тауна Ленокс, на территории округа Мадисон. Деревня расположена в 131 метре над уровнем моря. Площадь: 8,6 километра (вся площадь — суша).

## Демография
Население — 4804 человека (в 2010 году). Плотность населения: 558 человек на квадратный километр.
Половой состав:
- Мужчины — 47,5 %
- Женщины — 52,5 %

Расовый состав (2010 год):
- Белые — 94,5 %
- Латиноамериканцы — 2 %
- Афроамериканцы — 0,8 %
- Коренные американцы — 0,5 %
- Азиаты — 0,5 %
- Две и более расы — 1,7 %
- Прочие — 0,02 %

Конфессиональный состав (2010 год):
- нет религии — 70 %
- католики — 14,7 %
- основные протестанты — 11 %
- евангельские христиане — 3,8 %
- другие — 0,5 %

## Известные люди
- Кармен Базилио (1927—2012) — боксёр. Чемпион мира в полусредней (1955—1956, 1956—1957) и средней (1957—1958) весовых категориях. «Боксёр года» по версии журнала «Ринг» (1957). Член Международного зала боксёрской славы.
- Билли Бакус[англ.] (род. 1943) — боксёр. Чемпион мира в полусредней (WBC и WBA, 1970—1971) весовой категории.
- Милтон Де Лано[англ.] (1844—1922) — конгрессмен.
- Маргарет Шулок[англ.] (род. 1950) — карикатурист, писатель.
- Ной Палмер Чепмэн — почтмейстер, считается изобретателем игры «пятнашки».